# Alexander, Herodes son
Alexander, född cirka 36 f. Kr., död cirka 7 f. Kr., var son till Herodes den store och  Mariamne.
Alexander anklagades flera gånger inför Augustus för konspiration. Tillsammans med sin bror Aristobulus IV dömdes hans slutligen till döden av sin egen far.